# Eori
Eori is het meest noordelijke eiland in de Mamanuca-archipel in Fiji. Het is ongeveer 9,3 hectare groot. Het eiland is privébezit en was maart 2008 te pachten voor € 9.000.000,-.